# Xikers
Xikers (кор. 싸이커스, читається як «Сайкерс», стилізується як xikers) — південнокорейський бой-бенд, створений KQ Entertainment. Гурт складається з десяти учасників: Міндже, Джунміна, Суміна, Джінсіка, Хьону, Чонхуна, Сеина, Юджуна, Хантера та Єчана. Xikers дебютували 30 березня 2023 року з мініальбомом House of Tricky: Doorbell Ringing.

## Назва
До свого дебюту Xikers були представлені як «KQ Fellaz 2», названі на честь своєї розважальної компанії KQ Entertainment. Назва утворена від англ. «х», що символізує координати, та слова англ. «hiker», що означає укр. «мандрівник». Загалом концепт гурту це: «хлопці, які подорожують у часі та просторі в пошуках координат».

## Кар'єра

### Формування та переддебютна діяльність
Наприкінці 2018 року Єчан брав участь у реаліті-шоу Under Nineteen. Однак він був ліквідований і отримав 15 місце в останньому епізоді.
У серпні 2022 року KQ Entertainment опублікувала інтерв'ю десяти трейні на своєму YouTube-каналі: Міндже та Джумін 15 серпня, Сумін і Джінсік 16 серпня, Хьону та Чонхун 17 серпня, Сеин і Хантер 18 серпня, Юджун і Єчан 19 серпня.
20 серпня KQ Entertainment опублікувала відео на YouTube, на якому всі десять учасників вперше разом виконують хореографію «Iffy» Кріса Брауна. 23 серпня гурт анонсував свій переддебютний вебсеріал Ready to One, який розповідає про тренування учасників у Лос-Анджелесі, Каліфорнія.
У вересні 2022 року, для фіналу Ready to One, KQ Fellaz 2 випустив кліп на пісню «Geek», написану та спродюсовану Мінже. Відео вшанувало пісню «From», яка була написана власноруч їх попередниками по лейблу Ateez та було завантажено на YouTube-канал KQ Entertainment 17 вересня. В той же день відбулася прем'єра першого реаліті-шоу KQ Fellaz 2 The Player: KPOP Quest.

### 2023–донині: розкриття назви та дебют ізHouse of Tricky: Doorbell Ringing
24 лютого 2023 року KQ Entertaiment оприлюднила назву гурту KQ Fellaz 2 як Xikers та відкрила офіційні акаунти гурту в соціальних мережах.
30 березня 2023 Xikers анонсували, що вони випустять їхній дебютний мініальбом House of Tricky: Doorbell Ringing. 15 березня, за день до дебюту, було анонсовано, що гурт проведе шоу-кейс в студії SBS Prism Tower Auditorium і це транслювалося наживо на Youtube-каналі KQ Entertainment. 30 березня Xikers випустили їхній дебютний мініальбом та його дві головні пісні: «Tricky House» та «Rockstar». Альбом посів четверте місце на тижневому Circle Album Chart та продав 97,857 копії. В перший тиждень, було продано понад 100,000 копій. Крім того, Xikers перший відеокліп на титульну пісню «Tricky House» досяг 10 мільйонів переглядів за 27 годин після релізу.
У липні 2023 Xikers анонсували вихід нового альбому, який було заплановано на 2 серпня. 10 липня 2023 Xikers у своїх соціальних мережах опублікували назву свого другого мініальбому — House of Tricky: How to Play. 2 серпня гурт випустив свій другий мініальбом House of Tricky: How to Play та заглавні сингли «Do or Die» та «Home Boy».

## Учасники
| Сценічний псевдонім | Сценічний псевдонім | Сценічний псевдонім | Справжнє ім'я             | Справжнє ім'я              | Справжнє ім'я                            | Дата народження           | Позиція у гурті                                                 |
| Українською         | Латиницею           | Хангилем/тай.       | Українською               | Латиницею                  | Хангилем / тайською                      | Дата народження           | Позиція у гурті                                                 |
| ------------------- | ------------------- | ------------------- | ------------------------- | -------------------------- | ---------------------------------------- | ------------------------- | --------------------------------------------------------------- |
| Міндже              | Minjae              | 민재                | Кім Міндже                | Kim Minjae                 | 김민재                                   | 10 квітня 2003 (21 рік)   | Лідер, головний репер, головний танцюрист, вокаліст, композитор |
| Джумін              | Junmin              | 준민                | Пак Джумін                | Park Junmin                | 박준민                                   | 24 травня 2003 (21 рік)   | Головний танцюрист, вокаліст                                    |
| Сумін               | Sumin               | 수민                | Чхве Сумін                | Choi Sumin                 | 최수민                                   | 7 квітня 2004 (20 років)  | Головний репер                                                  |
| Джінсік             | Jinsik              | 진식                | Хам Джінсік               | Ham Jinsik                 | 함진식                                   | 30 липня 2004 (20 років)  | Вокаліст                                                        |
| Хьону               | Hyunwoo             | 현우                | Чхве Хьону                | Choi Hyunwoo               | 최현우                                   | 4 грудня 2004 (20 років)  | Головний вокаліст                                               |
| Чонхун              | Junghoon            | 정훈                | Кім Чонхун                | Kim Junghoon               | 김정훈                                   | 5 липня 2005 (19 років)   | Вокаліст                                                        |
| Сеин                | Seeun               | 세은                | Пак Сеин                  | Park Seeun                 | 박세은                                   | 17 серпня 2005 (19 років) | Вокаліст                                                        |
| Юджун               | Yujun               | 유준                | Чон Юджун                 | Jung Yujun                 | 정유준                                   | 5 жовтня 2005 (19 років)  | Вокаліст                                                        |
| Хантер              | Hunter              | 헌터 / ฮันเตอร์       | Папангкон Лерткиатдамронг | Papungkorn Lertkiatdamrong | 파풍콘 레트키앗담롱 /ปภังกร เลิศเกียรติดำรงค์ | 5 жовтня 2005 (19 років)  | Головний танцюрист, вокаліст                                    |
| Єчан                | Yechan              | 예찬                | Лі Єчан                   | Lee Yechan                 | 이예찬                                   | 21 жовтня 2005 (19 років) | Головний репер, головний танцюрист, вокаліст, макне             |

## Дискографія

### Мініальбоми
| Назва                             | Деталі | Позиції в чартах | Позиції в чартах | Позиції в чартах | Позиції в чартах | Позиції в чартах | Продажі                                   |
| Назва                             | Деталі | KOR              | JPN              | JPN Hot          | US               | US World         | Продажі                                   |
| --------------------------------- | --- | ---------------- | ---------------- | ---------------- | ---------------- | ---------------- | ----------------------------------------- |
| House of Tricky: Doorbell Ringing | - Реліз: 30 березня 2023 - Лейбл: KQ Entertainment - Формати: CD, цифрове завантаження, стримінг                                                                                               | 4                | 6                | 15               | 75               | 4                | - Південна Корея: 155,928 - Японія: 3,259 |
| House of Tricky: How to Play      | - Реліз: 2 серпня 2023 - Лейбл: KQ Entertainment, Dreamus - Формати: CD, цифрове завантаження, стримінг Трек-лист 1. «Skater» 2. «Home Boy» 3. «Do or Die» 4. «Koong» 5. «Run» 6. «Sunny Side» | 4                | —                | —                | —                | 9                | - Південна Корея: 238,206                 |

### Сингли
| Назва                     | Рік  | Пікові позиції у чартах | Альбом                            |
| Назва                     | Рік  | KOR Down.               | Альбом                            |
| ------------------------- | ---- | ----------------------- | --------------------------------- |
| «Tricky House» (도깨비집) | 2023 | 133                     | House of Tricky: Doorbell Ringing |
| «Rockstar»                | 2023 | 158                     | House of Tricky: Doorbell Ringing |
| «Do or Die»               | 2023 | 121                     | House of Tricky: How to Play      |
| «Home Boy»                | 2023 | —                       | House of Tricky: How to Play      |

## Відеографія

### Музичні кліпи
| Назва                                        | Рік  | Режисер(и)                                    | Нотатки                  | Прим.  |
| -------------------------------------------- | ---- | --------------------------------------------- | ------------------------ | ------ |
| «Geek»                                       | 2022 | Невідомо                                      | Предебютне музичне відео | [ 29 ] |
| «Canvas»(Виконано Міндже, Суміном та Єчаном) | 2022 | Невідомо                                      | Предебютне музичне відео | [ 30 ] |
| «Tricky House»                               | 2023 | Сон Вонмо (Digipedi)                          | Дебютне музичне відео    | [ 31 ] |
| «Rockstar»                                   | 2023 | Сонг Вонмо (Digipedi) Ясухіро Арафуне (EPOCH) | Дебютне музичне відео    | [ 32 ] |
| «Koong»                                      | 2023 | Квон Йонгсо (Студія Saccharin)                | Перфоманс                | Н/Д    |
| «Do or Die»                                  | 2023 | Н/Д                                           | Н/Д                      | [ 33 ] |

## Фільмографія

### Телевізійні шоу
| Рік  | Назва                  | Прим.  |
| ---- | ---------------------- | ------ |
| 2022 | The Player: KPOP Quest | [ 11 ] |
| 2023 | Let's go xikers        | [ 34 ] |

### Веб-шоу
| Рік  | Назва        | Нотатки                               | Прим.  |
| ---- | ------------ | ------------------------------------- | ------ |
| 2022 | Ready to One | Предебютне тренування в Лос-Анджелесі | [ 9 ]  |
| 2023 | Tricky House |                                       | [ 35 ] |

## Нагороди та номінації
| Церемонія нагородження      | Рік  | Нагорода                      | Номіновано                   | Результат    | Прим.  |
| --------------------------- | ---- | ----------------------------- | ---------------------------- | ------------ | ------ |
| K Global Heart Dream Awards | 2023 | K Global Super Rookie Award   | Xikers                       | Перемога     | [ 36 ] |
| MAMA Awards                 | 2023 | Artist of the Year            | Xikers                       | В очікуванні | [ 37 ] |
| MAMA Awards                 | 2023 | Best New Male Artist          | Xikers                       | В очікуванні | [ 37 ] |
| MAMA Awards                 | 2023 | Worldwide Fans' Choice Top 10 | Xikers                       | В очікуванні | [ 37 ] |
| MAMA Awards                 | 2023 | Album of the Year             | House of Tricky: How to Play | В очікуванні | [ 37 ] |